# Jamesonia imbricata
Jamesonia imbricata är en kantbräkenväxtart som först beskrevs av Antonio José Cavanilles, och fick sitt nu gällande namn av William Jackson Hooker och Grev. Jamesonia imbricata ingår i släktet Jamesonia och familjen Pteridaceae.

## Underarter
Arten delas in i följande underarter:
- J. i. culebriliensis
- J. i. glutinosa